# Włodowo (gromada)
Włodowo – dawna gromada, czyli najmniejsza jednostka podziału terytorialnego Polskiej Rzeczypospolitej Ludowej w latach 1954–1972.
Gromady, z gromadzkimi radami narodowymi (GRN) jako organami władzy najniższego stopnia na wsi, funkcjonowały od reformy reorganizującej administrację wiejską przeprowadzonej jesienią 1954 do momentu ich zniesienia z dniem 1 stycznia 1973, tym samym wypierając organizację gminną w latach 1954–1972.
Gromadę Włodowo z siedzibą GRN we Włodowie utworzono – jako jedną z 8759 gromad na obszarze Polski – w powiecie morąskim w woj. olsztyńskim na mocy uchwały nr 17 WRN w Olsztynie z dnia 4 października 1954. W skład jednostki weszły obszary dotychczasowych gromad Trokajny i Włodowo ze zniesionej gminy Boguchwały, a także obszary dotychczasowych gromad Bieniasze i Nowe Mieczysławy oraz miejscowość Wojciechy z dotychczasowej gromady Raciszewo ze zniesionej gminy Miłakowo, w tymże powiecie. Dla gromady ustalono 10 członków gromadzkiej rady narodowej.
Gromadę zniesiono 1 stycznia 1960, a jej obszar włączono do gromad Miłakowo (wsie Bieniasze i Nowe Mieczysławy oraz osady Niegławki, Kłodziń, Stare Mieczysławy i Wojciechy) i Boguchwały (wsie Litwa, Trokajny i Włodowo, osadę Kozówka oraz PGR Łumpie) w tymże powiecie.